# John George Macleod

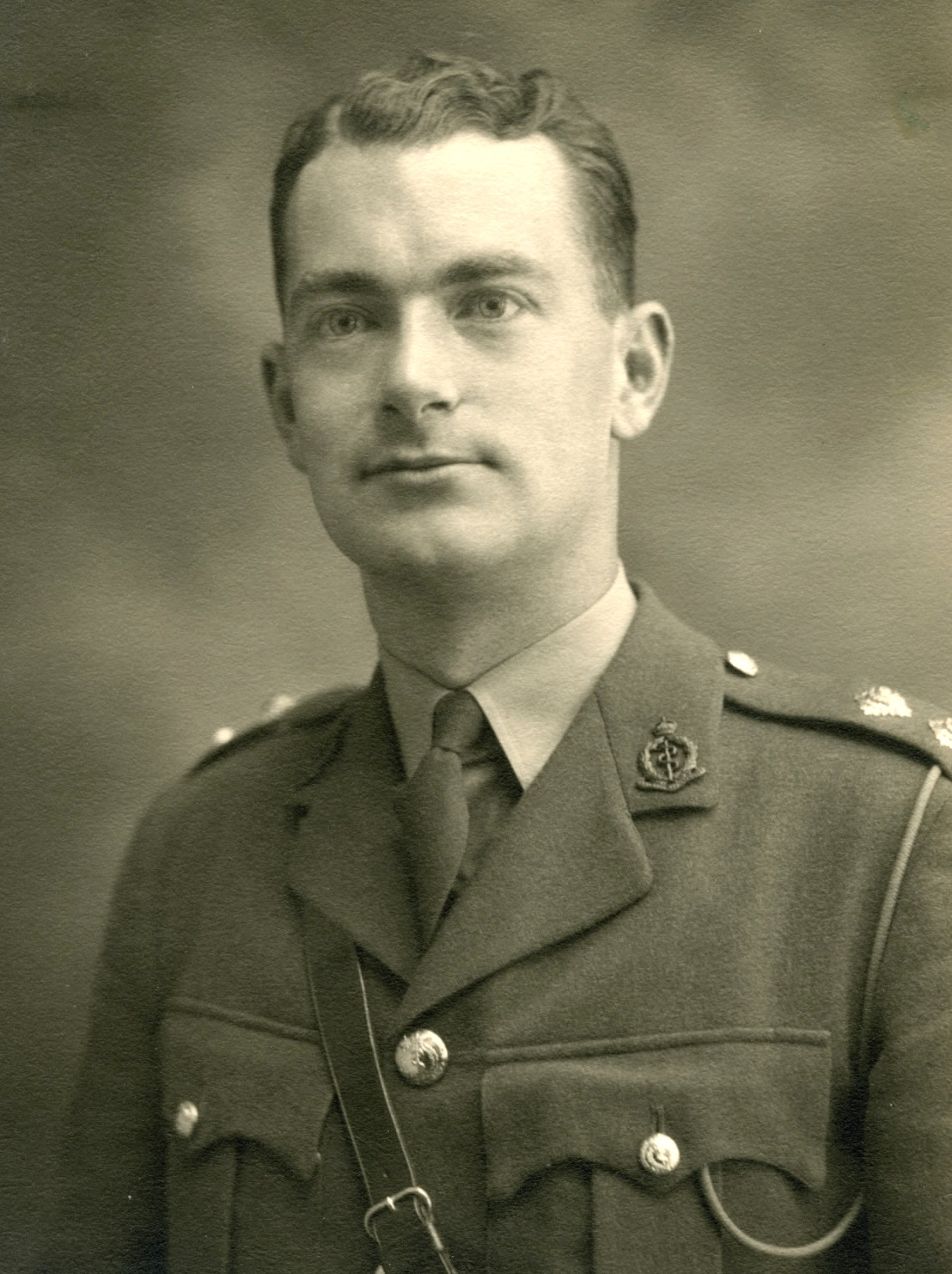
John George Macleod

John George Macleod (* 8. Mai 1915 in Kirkhill, Vereinigtes Königreich; † 4. April 2006 in Edinburgh) war ein schottischer Mediziner und medizinischer Fachbuchautor.

## Familie
John George Macleod war der Sohn von Alasdair MacGillivray Macleod und Margaret Ingram Sangster. Seine Schwester war die Akademikern Anna MacGillivray Macleod. Sein jüngerer Bruder hieß Alasdair MacGillivray Macleod und war General in Linlithgow war. Sein Cousin zweiten Grades war der britische Politiker Iain Norman Macleod. Am 21. Dezember 1942 heiratete John George Macleod. Sie hatten zwei Söhne und eine Tochter.

## Karriere
Macleod besuchte das George Watson’s College und studierte Medizin am Edinburgh University, an der er im Jahr 1938 seinen Abschluss erhielt. Während des Zweiten Weltkriegs von 1939 bis 1945 war er Major im Royal Army Medical Corps. 1941 erhielt er einen Posten an der Edinburgh University und 1947 wurde er als Mitglied an das Royal College of Physicians of Edinburgh berufen. 1950 wurde er Beratender Arzt am Edinburger Western General Hospital.
1964 verfasste Macleod das medizinische Handbuch Clinical Examination (später umbenannt in Macleod’s clinical Examination), welches 2009 in der zwölften Auflage veröffentlicht wurde und bis zu einer Million Mal verkauft wurde. Der Mediziner Sir Stanley Davidson bot ihm 1964 an, das Werk Davidson’s Principles and Practice of Medicine zu überarbeiten, von welchem mehr als zwei Millionen Exemplare weltweit verkauft wurden. Macleod trug zu sechs Auflagen bei. Diese Lehrbücher hatten einen wesentlichen Anteil daran, dass Edinburgh einen wichtigen Platz auf der medizinischen Weltkarte behielt. Die Standardwerke wurden in viele Sprachen übersetzt, darunter Japanisch und Russisch. 1971 wurde Macloed Vice-Chairman des Department of Medicine of the Western General Hospital. Er starb im April 2006 im Alter von 90 Jahren in Edinburgh.

## Persönliches
Er war an Kunst interessiert und gab Vorlesungen, bei denen er Illustrationen vorstellte, die er zu Kunst in der Medizin gesammelt hatte. Er war ein enthusiastischer Förderer des Traverse Theatre und Gartengestalter.